# Черніна-Гурна
Черніна-Гурна (пол. Czernina Górna) — село в Польщі, у гміні Гура Гуровського повіту Нижньосілезького воєводства.
Населення — 178 осіб (2011).
У 1975-1998 роках село належало до Лешненського воєводства.

## Демографія
Демографічна структура станом на 31 березня 2011 року:
|          | Загалом | Допрацездатний вік | Працездатний вік | Постпрацездатний вік |
| -------- | ------- | ------------------ | ---------------- | -------------------- |
| Чоловіки | 84      | 17                 | 57               | 10                   |
| Жінки    | 94      | 27                 | 44               | 23                   |
| Разом    | 178     | 44                 | 101              | 33                   |